# اقتصاد الانتباه

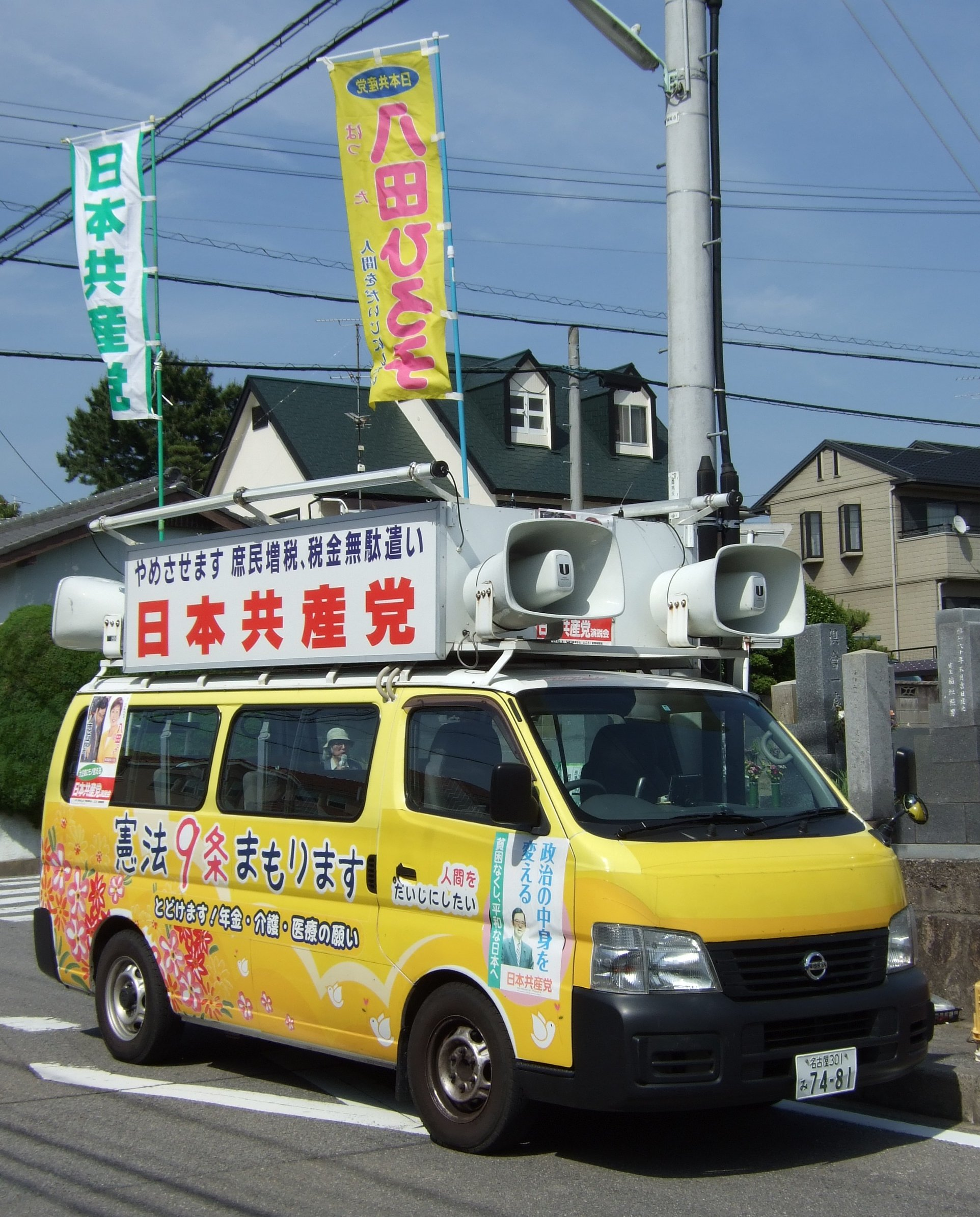
شاحنة الصوت التابعة للحزب الشيوعي الياباني: مثال عملي على استخدام اقتصاد الانتباه في الحملات السياسية

اقْتِصَادُ الِانْتِبَاهِ هو نهج في إدارة المعلومات يعامل فيه انتباه الإنسان وكأنه سلعة نادرة، ويطبق النظرية الاقتصادية إلى حل مختلف مشكلات إدارة المعلومات. كما صاغها بساطة  ماثيو كروفورد، «الانتباه مورد— للفرد كمية محدودة منه.»

بمنظور توماس دافنبورت وس. ج. بيك فإت تعريف مفهوم الانتباه :
يركز الانتباه على المشاركة العقلية بعنصر معين من المعلومات. نعي وجود العنصر، نقوم بالاهتمام بعنصر معين، ثم نقرر إن كنا سنتصرف. (Davenport & Beck 2001, p. 20)
ومع نمو المحتوى على نحو متزايد وفوري، يصبح الانتباه العامل المحدد في استهلاك المعلومات.
من المحفزات القوية لهذا التأثير هي كون قدرة البشر العقلية محدودة، وبالتالي فإن تقبل المعلومات محدود أيضا. يستخدم الدماغ البشري الاهتمام لتصفية المعلومات الأكثر أهمية  من بين مجموعة كبيرة من المعلومات المحيطة الإنسان في العصر الرقمي. هناك عدد من البرمجيات التطبيقية التي تأخذ بالاعتبار اقتصاد الانتباه، بشكل صريح أو ضمني، أثناء تصميم واجهة المستخدم الخاصة بهم، على أساس فهمهم أنه لو استغرق المستخدم وقتا طويلا لتحديد مكان شيء، فإنه سيفضل تطبيقا آخر للقيام بالمهمة. ويتم ذلك، على سبيل المثال، عن طريق إنشاء فلاتر للتأكد من أن المحتوى الأول الذي يراه المشاهد ذو صلة، أو محل اهتمام. قد يقول برنامج إعلان قائم على الانتباه أنهم يقيسون عدد «العيون» التي يرى الناس محتواهم من خلالها.

## راجع أيضا
- إدارة الاهتمام
- اهتمام جزئي مستمر
- اقتصاد ما بعد الندرة
- عصر الخيال
- فضول المعرفة
- تفجر المعلومات
- مجتمع المعلومات